# اسخینن
اسخینن (به هلندی: Schinnen) یک شهرستان در هلند است که در لیمبورخ (هلند) واقع شده‌است. اسخینن ۷۱ متر بالاتر از سطح دریا واقع شده‌است.